# Pedro de Christo

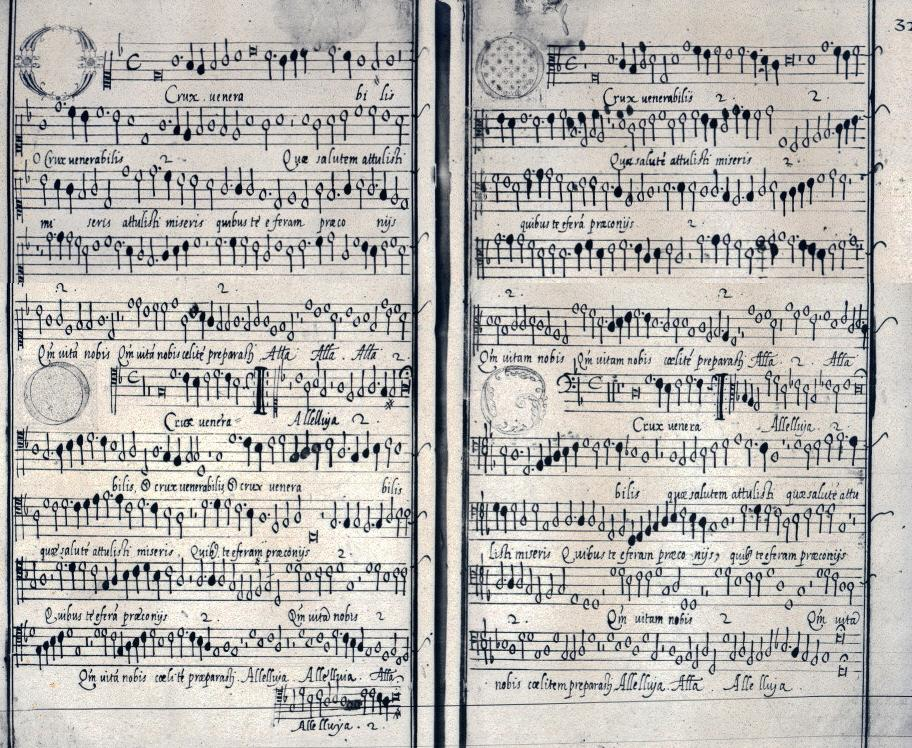
Werk van de Christo

Pedro de Christo (ca 1545-1618) was een Portugees componist. 
Dom Pedro bracht zijn leven door in het Santa Cruz klooster in Coimbra. Er is van hem bekend dat hij stierf aan de gevolgen van een val, waarbij hij met zijn hoofd tegen een kloosterpilaar aansloeg. Hij was bekend als een uitstekende speler van toetsenbord, fluit, fagot en harp. Hij was goed in de conversatie en iemand die veel vrienden achterliet. Hij schreef lichte en opgewekte muziek. Een voorbeeld daarvan is zijn vilhançico voor de kerst: Es nascido. Toch zijn er van hem maar vijf stukken in de volkstaal over.
- Biblioteca Nacional de España: XX1557984
- Bibliothèque nationale de France: cb13960551n (data)
- Gemeinsame Normdatei: 1053083408
- International Standard Name Identifier: 0000 0000 9899 850X
- Library of Congress Control Number: n80124262
- MusicBrainz: e6dffe54-91f4-499b-8144-4b6f7c3f499b
- Nederlandse Thesaurus van Auteursnamen: 104085932
- Système universitaire de documentation: 120185628
- Trove: 1034296
- Virtual International Authority File: 99308937
- WorldCat: E39PBJgXcqB9VWhFh38RXHmjmd